# Баща-господар
„Баща-господар“ (на италиански: Padre padrone) е италианска драма от 1977 година, режисирана от Паоло и Виторио Тавиани.

## Сюжет
Впечатляващата история за борбата на млад мъж със собствения си баща, с патриархалния начин на живот, който той въплъщава, преобладаващ в някои земеделски райони, особено в Сардиния. Животът на героя преминава в постоянен труд и самота: той страда от липсата на комуникация, заобиколен е само от пилета и овце; принуден е да изтърпи побои за най-малкото престъпление; вече 20-годишен не може да чете или да пише. В казармата получава основно образование, изненадан е, че има много красиви неща в света - музика, литература, лингвистика. Но баща му, който е живял целия си живот в напразно желание да спести пари, не може да разбере и да приеме това...

## В ролите
| Изпълнител           | Роля          |
| -------------------- | ------------- |
| Омеро Антонути       | Бащата        |
| Саверио Маркони      | Гавино, синът |
| Марчела Микеланджели | Майката       |
| Фабрицио Форте       | младия Гавино |
| Станко Молнар        | Себастиано    |
| Марино Чена          | млад овчар    |
| Нани Морети          | Чезаре        |
| Гавино Леда          | себе си       |

## Награди и номинации
- 1977 — Гран-при Интерфилм — Паоло Тавиани, Виторио Тавиани на Берлинале
- 1977 — ФИПРЕСИ — Паоло Тавиани, Виторио Тавиани на Кан филмов фестивал
- 1977 — Златна палма — Паоло Тавиани, Виторио Тавиани на Кан филмов фестивал
- 1978 — Давид на Донатело - Специален приз — Паоло Тавиани, Витторио Тавиани
- 1978 — Премия на Италианския национален синдикат за киножурналистите - Най-добър режисьор — Паоло Тавиани, Виторио Тавиани
- 1978 — Премия на Италианския национален синдикат за киножурналистите - Най-добър нов актьор — Саверио Маркони

- 1978 — Номиназия за БАФТА - най-добър неанглоезичен филм
- 1978 — Номиназия за БАФТА - най-добър дебют — Саверио Маркони